# The Yagyu Ninja Scrolls
The Yagyu Ninja Scrolls: Revenge of the Hori Clan (яп. Y十M ～柳生忍法帖～ Вай дзю: Эму  〜ягю: нимпо:тё:〜) — манга авторства Масаки Сэгава, впервые публиковавшаяся с 2005 по 2007 год.
Как и первая работа Сэгавы «Василиск», она основана на серии романов Футаро Ямады Ninpōchō, а потому может считаться сиквелом предыдущей манги.

## Сюжет
19 год эры Канъэй, или 1642 год нашей эры. Восстание клана Хори против Като Акинари, даймё Айдзу, было подавлено с помощью сёгуната Токугава. Захваченных в плен мужчин привели к храму Токэй-дзи, где скрывались женщины клана Хори. Несмотря на закон, провозглашенный предыдущим сёгуном Токугавой Иэясу, запрещающий вход в храм всем мужчинам, подчиненные Като ворвались в храм и убили женщин на глазах их отцов и братьев, а затем занялись убийством мужчин. Бойня была остановлена только вмешательством принцессы Сэн, старшей сестры тогдашнего сёгуна — Токугавы Иэмицу и хранительницы храма. К сожалению, в живых осталось только семь женщин клана Хори.
В качестве мести за нарушение закона о неприкосновенности храма и убийства внутри него принцесса Сэн посылает письмо известному монаху Такуану Сохо, чтобы он нашел мастера, который сможет обучить женщин искусству ниндзюцу. Инструктором становится Ягю Дзюбэй Мицуёси, сын Ягю Мунэнори и бывший учитель самого сёгуна. Под его наставничеством женщины встают на путь мести подчиненным Като, а в конце и самому даймё.

## Публикация
Манга изначально выходила в журнале Weekly Young Magazine издательства Kodansha с 2005 по 2008 год. Всего выпущено 11 томов.

## Критика
В онлайн-дополнении к книге Manga The Complete Guide Джейсона Томпсона автор отмечает раскладку манги и описывает дизайн персонажей, как вдохновленный работой Го Нагаи. Терон Мартин, описывая первые два тома для Anime News Network, отметил внимание к историческим деталям, но посчитал дизайн персонажей «слишком жестоким».